# Karl Hess
Karl Hess (Washington, 25 maggio 1923 – 22 aprile 1994) è stato un editore statunitense, famoso per il suo attivismo politico in un'ottica libertarian partendo inizialmente da posizioni repubblicane ultraconservatrici, passando per la nuova destra statunitense, e aderendo infine al Libertarian Party di cui si ricordano azioni dirette di attivismo politico come la resistenza fiscale. Fu un teorico e un filosofo politico anarco-capitalista.

## Primi anni
Nato a Washington, si trasferì fin da bambino nelle Filippine con i genitori, per poi tornare nella città natale solo con la madre, in seguito al divorzio tra i genitori. Ella rifiutò gli alimenti e trovò un lavoro come operatrice telefonica, permettendo a Karl una vita non certo agiata.
Karl fin da giovane ritenne l'educazione pubblica un male, e poche volte frequentò le lezioni. Terminò ufficialmente la sua carriera scolastica a 15 anni, quando iniziò a lavorare alla Mutual Broadcasting System, un'emittente radiofonica statunitense.
All'età di 18 anni, divenne anche assistente al Washington Daily News. Divenne successivamente editore per Newsweek e The Fisherman. Durante la sua occupazione al Champion Papers ebbe l'occasione di conoscere diversi esponenti del conservatorismo americano di allora, tra i quali il repubblicano Barry Goldwater (all'epoca soprannominato "Mr. Conservative" per le sue posizioni ultra conservatrici), candidato alla presidenza nazionale nel 1964, di cui curò personalmente la stesura dei discorsi elettorali.
Nel 1942 fu arruolato nell'United States Army, ma venne rimandato a casa quando si scoprì che era malato di malaria.
Nel suo libro Dear America, Hess si è descritto convinto ateista, sottolineando come non credesse che ci fosse nulla dopo la morte e di come smise di frequentare le chiese.

### Videografia
- Karl Hess: Toward Liberty (vincitore del Premio Oscar al miglior cortometraggio documentario del 1981), 1980
- Anarchism in America, 1983